# Steffen Tigges
Steffen Tigges (Osnabrück, 31 luglio 1998) è un calciatore tedesco, attaccante del Paderborn.

## Caratteristiche tecniche
È un centravanti di peso abile nelle sponde per i compagni e freddo sottoporta. Ai tempi dell'Osnabrück è stato talvolta utilizzato anche come terzino sinistro o esterno di centrocampo.

## Carriera

### Club
Cresciuto nel settore giovanile dell'Osnabrück, debutta in prima squadra il 12 dicembre 2015 giocando l'incontro di 3. Liga pareggiato 0-0 contro l'Erzgebirge Aue. Gioca con il club della sua città natale per 4 stagioni collezionando 80 presenze e segnando 4 reti. Dopo aver ottenuto la promozione in 2. Bundesliga viene acquistato dal Borussia Dortmund che lo aggrega alla propria seconda squadra. Il 22 dicembre 2020 debutta in prima squadra nell'incontro di DFB-Pokal contro l'Eintracht Braunschweig ed il 3 gennaio seguente gioca il suo primo match di Bundesliga, contro il Wolfsburg. Il 21 gennaio 2021 firma il suo primo contratto professionistico con il club giallonero.

### Nazionale
Ha giocato nelle nazionnali giovanili tedesche Under-19 ed Under-20.

## Statistiche

### Presenze e reti nei club
Statistiche aggiornate al 6 agosto 2025.
| Stagione                    | Squadra                     | Campionato                  | Campionato | Campionato | Coppe nazionali | Coppe nazionali | Coppe nazionali | Coppe continentali | Coppe continentali | Coppe continentali | Altre coppe | Altre coppe | Altre coppe | Totale | Totale | Totale |
| Stagione                    | Squadra                     | Comp                        | Pres       | Reti       | Comp            | Pres            | Reti            | Comp               | Pres               | Reti               | Comp        | Pres        | Reti        | Pres   | Reti   |        |
| --------------------------- | --------------------------- | --------------------------- | ---------- | ---------- | --------------- | --------------- | --------------- | ------------------ | ------------------ | ------------------ | ----------- | ----------- | ----------- | ------ | ------ | ------ |
| 2015-2016                   | Osnabrück                   | 3L                          | 12         | 1          | CG              | 0               | 0               | -                  | -                  | -                  | -           | -           | -           | 12     | 1      |        |
| 2016-2017                   | Osnabrück                   | 3L                          | 16         | 0          | CG              | 0               | 0               | -                  | -                  | -                  | -           | -           | -           | 16     | 0      |        |
| 2017-2018                   | Osnabrück                   | 3L                          | 27         | 1          | CG              | 0               | 0               | -                  | -                  | -                  | -           | -           | -           | 27     | 1      |        |
| 2018-2019                   | Osnabrück                   | 3L                          | 25         | 2          | CG              | 0               | 0               | -                  | -                  | -                  | -           | -           | -           | 25     | 2      |        |
| Totale Osnabrück            | Totale Osnabrück            | Totale Osnabrück            | 80         | 4          |                 | -               | -               |                    | -                  | -                  |             | -           | -           | 80     | 4      |        |
| 2019-2020                   | Borussia Dortmund II        | RL                          | 25         | 9          | -               | -               | -               | -                  | -                  | -                  | -           | -           | -           | 25     | 9      |        |
| 2020-2021                   | Borussia Dortmund II        | RL                          | 35         | 22         | -               | -               | -               | -                  | -                  | -                  | -           | -           | -           | 35     | 22     |        |
| 2021-2022                   | Borussia Dortmund II        | 3L                          | 5          | 4          | -               | -               | -               | -                  | -                  | -                  | -           | -           | -           | 5      | 4      |        |
| Totale Borussia Dortmund II | Totale Borussia Dortmund II | Totale Borussia Dortmund II | 65         | 35         |                 | -               | -               |                    | -                  | -                  |             | -           | -           | 65     | 35     |        |
| 2020-2021                   | Borussia Dortmund           | BL                          | 6          | 0          | CG              | 1               | 0               | UCL                | 1                  | 0                  | -           | -           | -           | 8      | 0      |        |
| 2021-2022                   | Borussia Dortmund           | BL                          | 9          | 3          | CG              | 2               | 0               | UCL+UEL            | 2+2                | 0                  | SG          | 0           | 0           | 15     | 3      |        |
| Totale Borussia Dortmund    | Totale Borussia Dortmund    | Totale Borussia Dortmund    | 15         | 3          |                 | 3               | 0               |                    | 5                  | 0                  |             | -           | -           | 23     | 3      |        |
| 2022-2023                   | Colonia II                  | RL                          | 2          | 0          | -               | -               | -               | -                  | -                  | -                  | -           | -           | -           | 2      | 0      |        |
| 2023-2024                   | Colonia II                  | RL                          | 1          | 0          | -               | -               | -               | -                  | -                  | -                  | -           | -           | -           | 1      | 0      |        |
| Totale Colonia II           | Totale Colonia II           | Totale Colonia II           | 3          | 0          |                 | -               | -               |                    | -                  | -                  |             | -           | -           | 3      | 0      |        |
| 2022-2023                   | Colonia                     | BL                          | 30         | 6          | CG              | 0               | 0               | UECL               | 7                  | 1                  | -           | -           | -           | 37     | 7      |        |
| 2023-2024                   | Colonia                     | BL                          | 25         | 3          | CG              | 1               | 0               | -                  | -                  | -                  | -           | -           | -           | 26     | 3      |        |
| 2024-2025                   | Colonia                     | 2L                          | 16         | 0          | CG              | 2               | 0               | -                  | -                  | -                  | -           | -           | -           | 18     | 0      |        |
| Totale Colonia              | Totale Colonia              | Totale Colonia              | 71         | 9          |                 | 3               | 0               |                    | 7                  | 1                  |             | -           | -           | 81     | 10     |        |
| 2025-2026                   | Paderborn                   | 2.BL                        | -          | -          | CG              | -               | -               | -                  | -                  | -                  | -           | -           | -           | -      | -      |        |
| Totale carriera             | Totale carriera             | Totale carriera             | 234        | 51         |                 | 6               | 0               |                    | 12                 | 1                  |             | -           | -           | 252    | 52     |        |

## Palmarès

### Club

#### Competizioni nazionali
- 3. Liga: 1

Osnabrück: 2018-2019
- Coppa di Germania: 1

Borussia Dortmund: 2020-2021
- Campionato tedesco di seconda divisione: 1

Colonia: 2024-2025